# Anchenespepi III.
Anchenespepi III. war eine Königin der altägyptischen 6. Dynastie. Sie war die Tochter von Pharao Merenre und die Gemahlin von dessen Halbbruder und Thronnachfolger Pepi II. Kinder aus dieser Ehe sind nicht bekannt.

## Grabstätte
Für Anchenespepi III. wurde südwestlich der Pyramide ihres Großvaters Pepi I. eine Königinnenpyramide errichtet. Mit einer Seitenlänge von 15,80 m ist sie das kleinste von mindestens acht hier errichteten Königinnengräbern. Bisher ungelöst ist die Frage, warum Anchenespepi hier und nicht im Pyramidenbezirk ihres Mannes Pepi II. bestattet wurde.